# Союз-40
«Союз-40» — пилотируемый космический корабль.

## Параметры полёта
- Масса аппарата — 6,8 т.
- Наклонение орбиты — 51,64°.
- Период обращения — 89,06 (91,24) мин.
- Перигей — 198,1(333,5) км.
- Апогей — 287,0(362,2) км.

## Экипаж старта и посадки
- Командир — Попов, Леонид Иванович (2)
- Космонавт-исследователь — Прунариу, Думитру Дорин (рум. Prunariu Dumitru Dorin) (1) (Румыния)

## Дублирующий экипаж
- Командир — Романенко, Юрий Викторович
- Космонавт-исследователь — Дедиу, Думитру (рум. Dediu, Dumitru) (Румыния)

## Описание полёта
Одиннадцатая экспедиция посещения орбитальной научной станции «Салют-6».
Девятый международный полёт по программе «Интеркосмос». Впервые в космосе космонавт из Румынии.
В это время на станции «Салют-6» работал пятый основной экипаж — Владимир Ковалёнок и Виктор Савиных.
Это был последний полёт космического корабля «Союз» модификации Союз 7К-Т.
Первоначально по программе полёта командиром экипажа готовился Е. В. Хрунов, однако по состоянию здоровья он был заменён Л. И. Поповым.